# Le Grand Carnaval
Le Grand Carnaval és una pel·lícula francesa-tunisiana dirigida per Alexandre Arcady, estrenada el 1983.

## Sinopsi
Durant la Segona Guerra Mundial, el 1942, els nord-americans van desembarcar a Algèria per a la batalla del nord d'Àfrica. El desembarcament es troba prop d'un petit poble anomenat Tajira. Aquesta subprefectura composta principalment per Pieds-noirs i algerians haurà d'acollir soldats nord-americans i viure amb ells, i esdevé centre del mercat negre.

## Repartiment
- Philippe Noiret : Étienne Labrouche
- Roger Hanin : Léon Castelli
- Richard Berry : Rémy Castelli
- Fiona Gélin : Sylvette Landry
- Macha Méril : Armande Labrouche
- Jean-Pierre Bacri : Norbert Castelli
- Marthe Villalonga : Simone Castelli
- Patrick Bruel : Pierre-Marie Labrouche
- Gérard Darmon : Gaby Atlan
- Jean Benguigui : Benjamin Fitoussi
- Peter Riegert : Walter Giammanco
- Alexandre Aja : Raphael
- Michel Creton : José
- Sam Karmann : Rabinovitch
- Attica Guedj : Odette Castelli
- Edward Meeks : colonel Hendricks
- Jean Pélégri : Honoré Labrouche, le père d'Etienne
- Jean-Claude de Goros : Bonnel
- Jean Danet : colonel de Vigny
- Saïd Amadis : Naouri
- Anne Berger : Fortunée Fitoussi
- Lucien Layani : Jacob Atlan
- Georges Carmier : gendarme Perez
- André Lambert : Carasco
- Alain Le Henry : le professeur
- Daniel Saint-Hamont : gendarme Picard
- Tarak Harbi : Messaoud
- Michael Edwards Steven : Charlie